# NGC 4678-1
NGC 4678-1 في الفهرس العام الجديد، هي مجرة، تقع في كوكبة العذراء. وقد أضيفت لاحقًا إلى الفهرس العام الجديد.

## روابط خارجية
- NGC 4678-1 على موقع ويكي سكاي: DSS2, SDSS, GALEX, IRAS, Hydrogen α, X-Ray, Astrophoto, Sky Map, Articles and images